# (33344) Madymesplé
(33344) Madymesplé est un astéroïde de la ceinture principale.

## Description
(33344) Madymesplé est un astéroïde de la ceinture principale. Il fut découvert le 15 décembre 1998 à Caussols par le relevé ODAS. Il présente une orbite caractérisée par un demi-grand axe de 2,67 UA, une excentricité de 0,21 et une inclinaison de 5,2° par rapport à l'écliptique.
Il est nommé d'après la soprano française Mady Mesplé.